# Grant Stafford
Grant Stafford (n. 27 de mayo de 1971 en Johannesburgo, Sudáfrica) es un exjugador de tenis sudafricano. En la modalidad de dobles conquistó 5 títulos de ATP mientras que en sencillos perdió en las 3 finales que alcanzó.

## Títulos (5; 0+5)

### Finalista en individuales (3)
- 1993: Durban (pierde ante Aaron Krickstein)
- 1996: Newport (pierde ante Nicolás Pereira)
- 1997: Orlando (pierde ante Michael Chang)

### Dobles (5)
| Leyenda                |
| Grand Slam (0)         |
| Tennis Masters Cup (0) |
| ATP Masters Series (0) |
| ATP Tour (5)           |

| N.º | Fecha | Torneo        | Superficie    | Pareja           | Oponentes en la final            | Resultado      |
| --- | ----- | ------------- | ------------- | ---------------- | -------------------------------- | -------------- |
| 1.  | 1996  | Tel Aviv      | Dura          | Marcos Ondruska  | Noam Behr Eyal Erlich            | 6-3 6-2        |
| 2.  | 1998  | Orlando       | Tierra batida | Kevin Ullyett    | Michael Tebbutt Mikael Tillström | 4-6 6-4 7-5    |
| 3.  | 1998  | Coral Springs | Tierra batida | Kevin Ullyett    | Mark Merklein Vince Spadea       | 7-5 6-4        |
| 4.  | 1998  | Washington    | Tierra batida | Kevin Ullyett    | Wayne Ferreira Patrick Galbraith | 6-2 6-4        |
| 5.  | 2001  | Adelaida      | Dura          | David Macpherson | Wayne Arthurs Todd Woodbridge    | 6-7(5) 6-4 6-4 |